# Spoorlijn Jülich - Dalheim
De spoorlijn Jülich - Dalheim is een Duitse spoorlijn tussen Jülich en Dalheim en als spoorlijn 2540 onder beheer van DB Netze. Het gedeelte tussen Jülich en Linnich is sinds 2002 lijn 9303.

## Geschiedenis
Het traject werd door de Preußische Staatseisenbahnen geopend op 5 december 1911. Op het zuidelijk gedeelte van de lijn tussen Jülich en Baal werd het personenverkeer opgeheven in 1974. Tussen Jülich en Linnich bleef er evenwel goederenverkeer. Op het noordelijk gedeelte werd het personenverkeer opgeheven in 1980. Goederenverkeer bleef er tussen Baal en Ratheim tot 2007 en tussen Dalheim en Rosenthal tot 1986.
In 2002 werd personenverkeer tussen Jülich en Linnich weer ingevoerd. Er zijn plannen om de lijn te heropenen tussen Linnich en Baal voor personenverkeer als onderdeel van de Euregiobahn.

## Treindiensten
| Serie | Treinsoort                | Route | Bijzonderheden |
| ----- | ------------------------- | --- | -------------- |
| RB 21 | Regionalbahn (Rurtalbahn) | Linnich SIG Combibloc – Jülich – Krauthausen – Huchem-Stammeln – Düren – Lendersdorf – Kreuzau – Untermaubach-Schlagstein – Nideggen-Brück – Heimbach (Eifel) |                |

## Elektrische tractie
Tussen Baal Gbf en Ratheim was de lijn geëlektrificeerd van 1968 tot 2007.

## Aansluitingen
In de volgende plaatsen is of was er een aansluiting op de volgende spoorlijnen:
Jülich
DB 2555, spoorlijn tussen Aachen Nord en Jülich
DB 2571, spoorlijn tussen Hochneukirch en Stolberg
DB 9304, spoorlijn tussen Jülich en Düren
Baal West
DB 2541, spoorlijn tussen Baal Güterbahnhof en Baal West
Dalheim
DB 2524, spoorlijn tussen Rheydt en Dalheim
Spoorlijn tussen Budel en Vlodrop